# Rath (Nörvenich)
Rath is een plaats in de Duitse gemeente Nörvenich, deelstaat Noordrijn-Westfalen, en telt 638 inwoners (31 december 2019).
Het dorp, waarvan de naam, evenals die van Kerkrade, teruggaat op het in de middeleeuwen rooien van bos ter winning van akkerland,  ligt 3 km ten oosten van de hoofdplaats Nörvenich. De streek, waarin Rath ligt, de Zülpicher Börde, is een vrijwel boomloze, door aardappel- en suikerbietenakkers ingenomen vlakte. Maar de meeste boerderijen in het dorp zijn verbouwd tot, door mensen met een werkkring in Keulen of Düren bewoonde, woonboerderijen. Ook wonen enige in de bruinkoolwinning werkzame mijnwerkers in Rath.
Omstreeks januari 1642, tijdens de Dertigjarige Oorlog, was Rath legerplaats van Franse troepen, die veel schade in het dorp veroorzaakten. Hierbij werd de kerk van het dorp verwoest. Deze werd in 1656 door de huidige Sint-Nicolaaskapel vervangen. In 1875 stierven ten minste 17 mensen, voornamelijk schoolkinderen, in het dorp bij een roodvonk-epidemie.

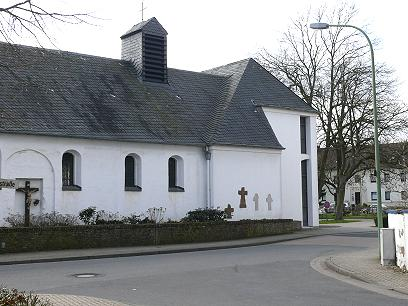
Sint-Nicolaaskapel, Rath (gerenoveerd in 1973)